# Cytometrie

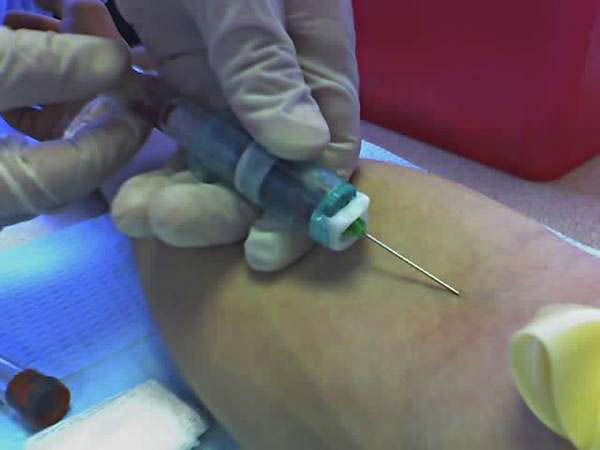
Cytometr, přístroj počítající krvinky v běžném krevním testu.

Cytometrie je souhrnné označení pro skupinu metod používaných pro měření různých charakteristik buněk. Proměnné, které lze měřit cytometrickými metodami, zahrnují velikost buňky, počet buněk, morfologii buněk (tvar a strukturu), fáze buněčného cyklu, obsah DNA a přítomnost či nepřítomnost specifických proteinů na buněčném povrchu nebo v cytoplazmě. Cytometrie se používá k charakterizaci a počítání krevních buněk v běžných krevních testech, jako je úplný krevní obraz. Podobným způsobem se cytometrie také používá ve výzkumu buněčné biologie a v lékařské diagnostice (například k odhalování rakoviny či AIDS).
Existují různé typy cytometrie:
- Průtoková cytometrie
- Spektrální průtoková cytometrie
- Hyperspektrální cytometrie
- Obrazová cytometrie
- Hmotnostní cytometrie
- Cytometrie in vivo (neinvazivní cytometrie)